# Erik Severin (idrottare)
Erik Oskar Severin, född 18 juli 1879 i Tyska S:ta Gertruds församling Stockholm, död 15 november 1942 i Oscars församling Stockholm, var en svensk curlingspelare. Han blev olympisk silvermedaljör vid olympiska vinterspelen 1924 i Chamonix.
Severin är begravd på Norra begravningsplatsen utanför Stockholm.